# Тихая улица (Москва)
Ти́хая у́лица (до 1917 г. — Липовая аллея, с 1917 по 1962 гг. — Октябрьская улица) — улица, расположенная в Юго-Восточном административном округе города Москвы на территории района Люблино.
Нумерация домов начинается от Люблинской улицы.

## История
В составе города Люблино улица называлась Октябрьская. Это идеологическое название улицы повторялось почти в каждом городе бывшего СССР. После включения Люблино в черту Москвы в целях устранения одноименности в 1962 году переименована в Тихую. Название было условное, имеющее «положительный» смысл. В 1964 году к ней присоединена Красноармейская улица.

## Расположение
Тихая улица начинается от Люблинской улицы, идёт на восток, проходит вдоль Усадьбы Люблино, пересекает Ейскую улицу. Заканчивается, упираясь в Краснодонскую улицу.

## Примечательные здания и сооружения
ул. Тихая, дом 30 - Академия труда и социальных отношений.

## Транспорт

### Автобус
На Тихой улице у дома 30 останавливается автобус 312. На Люблинской улице расположена остановка «Станция Люблино » автобусов 54, 350, 623, 650, с4, т50.

### Метро
- Станция метро «Волжская» Люблинско-Дмитровской линии.

### Железнодорожный транспорт
- Станция Люблино Курского направления — в 250 м на запад от начала улицы.

## Галерея

Тихая улица
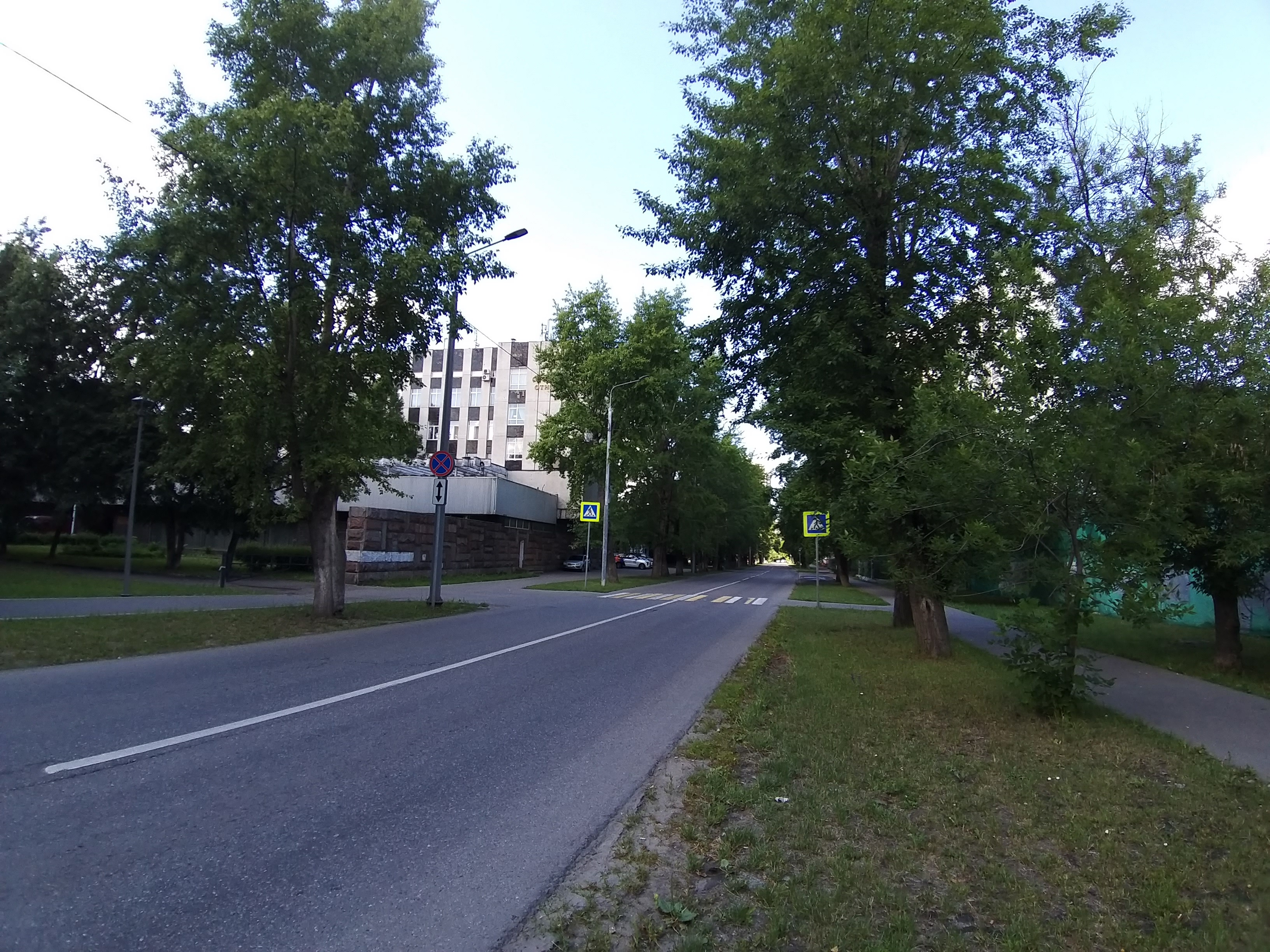
Академия труда и социальных отношений, Тихая улица
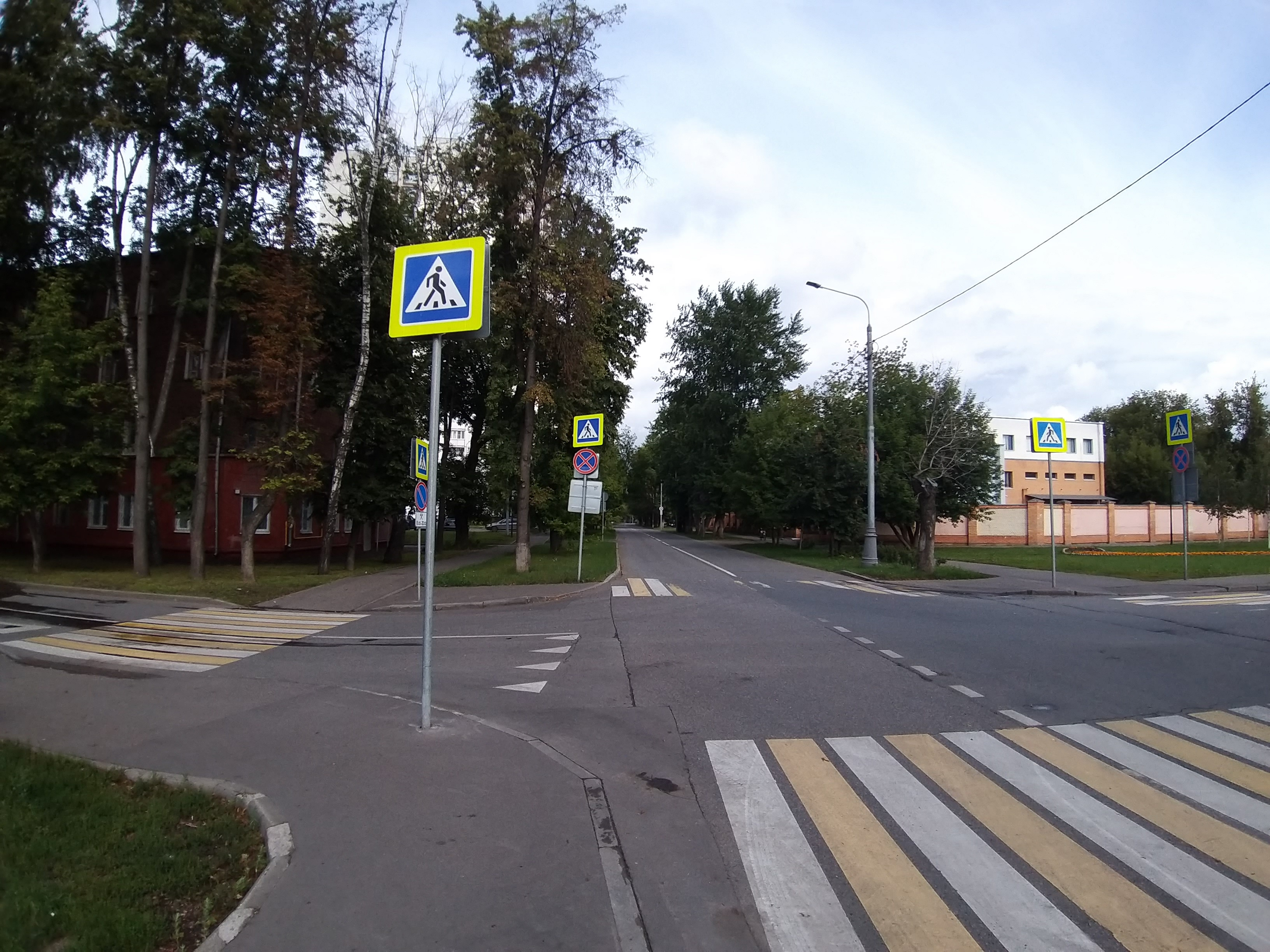
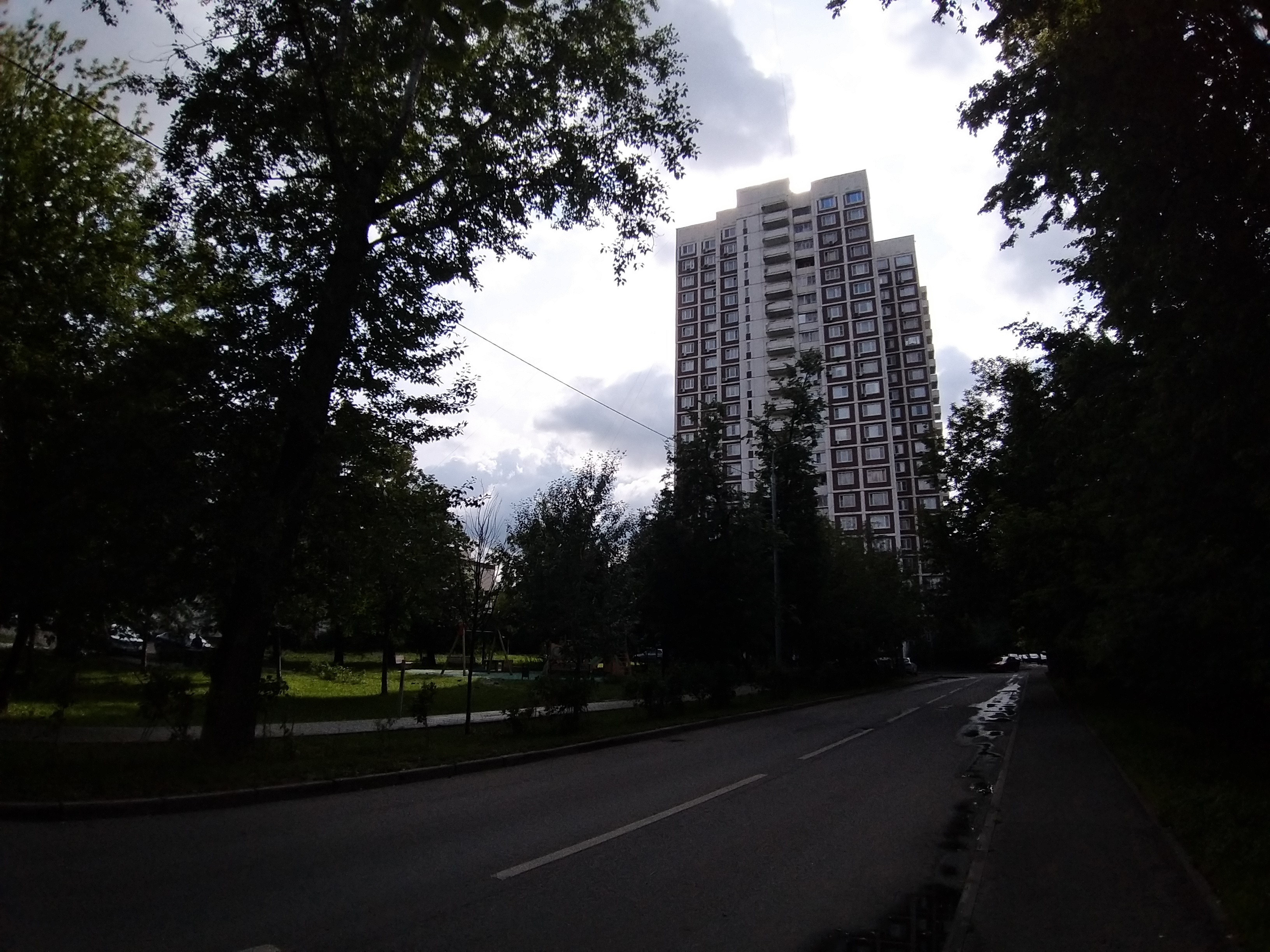
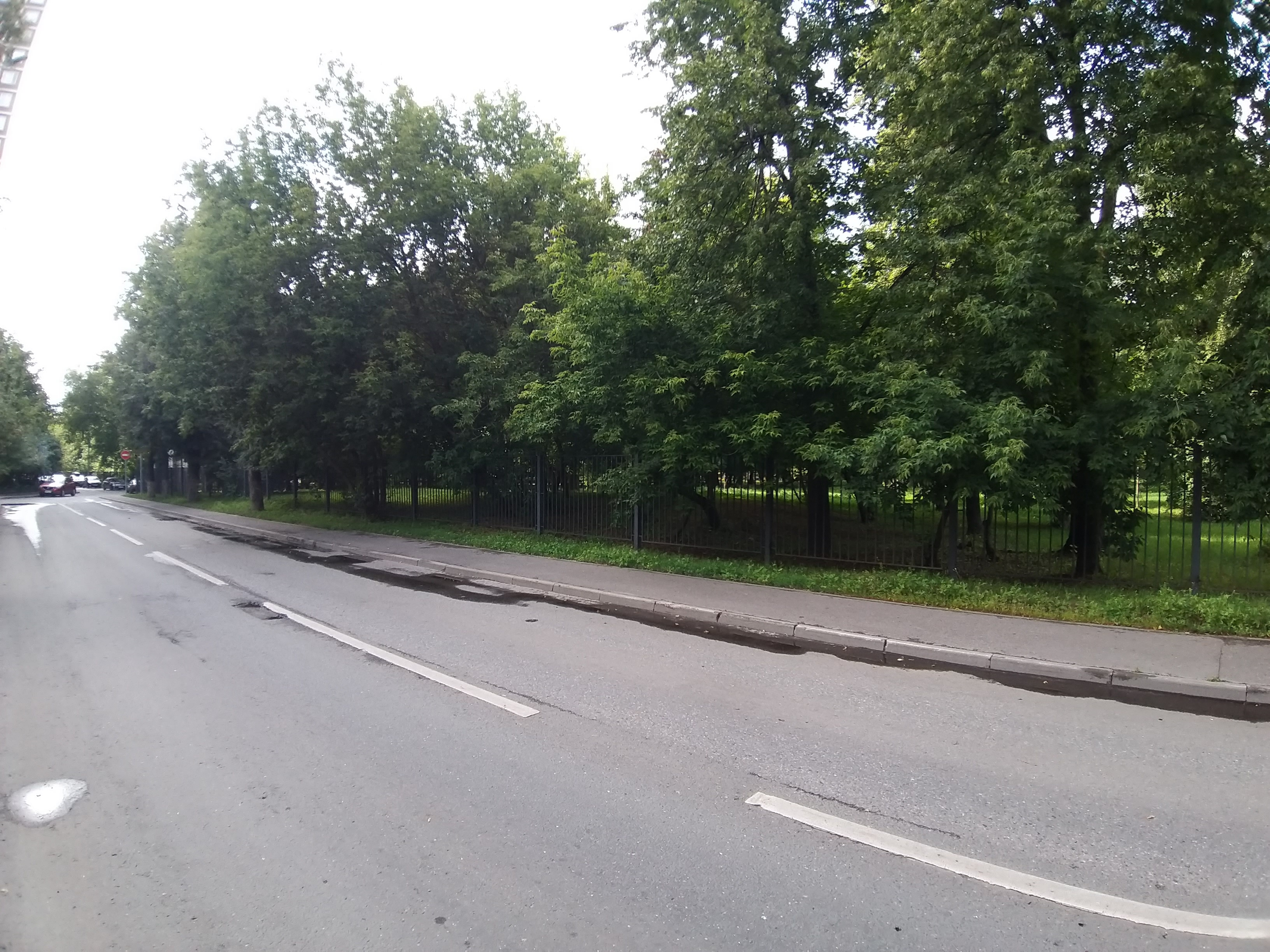